# John Gray (Leichtathlet)
John Joseph Gray (* 24. Dezember 1894 in Manayunk, Philadelphia; † Juni 1942) war ein US-amerikanischer Langstreckenläufer.
1924 qualifizierte er sich über 10.000 m mit seiner persönlichen Bestzeit von 32:16,5 min für die Olympischen Spiele in Paris und kam dort auf den 15. Platz. Im Crosslauf gab er auf, wurde aber wie der Rest des US-Teams mit einer Silbermedaille ausgezeichnet.